# کرت کینگو
کرت کینگو (استونیایی: Kert Kingo؛ زادهٔ ۵ مارس ۱۹۶۸) سیاست‌مدار اهل استونی است. وی از مه تا اکتبر ۲۰۱۹ وزیر تجارت خارجی و فناوری اطلاعات استونی بوده.